# Lekwa-Teemane
Lekwa-Teemane – gmina w Republice Południowej Afryki, w Prowincji Północno-Zachodniej, w dystrykcie Dr Ruth Segomotsi Mompati. Siedzibą administracyjną gminy jest Christiana.